# Linamon
Linamon è una municipalità di quinta classe delle Filippine, situata nella Provincia di Lanao del Norte, nella Regione del Mindanao Settentrionale.
Linamon è formata da 8 baranggay:
- Busque
- Larapan
- Magoong
- Napo
- Poblacion
- Purakan
- Robocon
- Samburon